# 田森庸介
田森 庸介（たもり ようすけ、1951年 - ）は、日本の漫画家、小説家。ペンネームは他に高峰 丈、吹田 盛夫。慶應義塾大学商学部卒業。在学中は漫画研究会に所属、先輩にヒサクニヒコなどがいる。主にSFファンタジーメインの漫画を描く。代表作はゲーム化もされた『ポポロクロイス物語』など。

## 来歴
幼少期は漫画より絵物語や映画を愛好していたが、手塚治虫の『フィルムは生きている』に感銘し漫画家を志す。
大学在学時より同人活動を行い1977年に高峰丈名義にて『ぞうり虫の詩序曲』でデビュー。同時期に吹田盛夫名義でナンセンス四コマ漫画などを執筆していたが、このペンネームでのデビュー作は不明。
田森庸介名義では1978年に『ポポロクロイス物語』が初出。同作品は1981年から1986年まで朝日小学生新聞にて連載され、後年にゲーム、TVアニメ化されるなど田森の代表作となる。
ポポロクロイス物語の連載終了後、1987年に徳間書店わんぱっくコミックにて、『無茶の猫丸』の連載を開始、同作品はわんぱっくコミック休刊のため未完となったが、連載中1988年にポプラ社の新・小さい童話にスピンオフされた『むちゃのねこ丸・ゲームブック』は1996年まで全22巻に及ぶ人気シリーズとなる。
以降、ポプラ社と講談社を中心に児童向け作品を執筆。

## 作品リスト

### 1977年発表作品
- ぞうり虫の詩序曲 まんぱコミック2月号～だっくす1978年7・8月号 全10話 高峰丈名義

### 1978年発表作品
- 「爆破狂時代」 だっくす1978年 高峰丈名義 だっくす年6・７月号
- 「ポポロクロイス物語」(1)「竜が行く!」 だっくす11月号 田森庸介名義初作品
- 「ポポロクロイス物語(2)」「フローネルの魔女」 ぱふ1979年1月号

### 1979年発表作品
- 「ポポロクロイス物語(3)」「ザ・スターマン」 ぱふ4月号

### 1980年発表作品
- 死神マーヤ(1)「走れ大介」 コミックトム6月号
- 死神マーヤ(2)「チェックメイト」 コミックトム8月号
- 死神マーヤ(3)「三秒間物語」 コミックトム10月号

### 1981年発表作品
- 「帰還せず」 コミックトム3月号
- 「まんがお化け話(1)」 実業之日本社
- 「まんがお化け話(2)」 実業之日本社
- 「お化け・幽霊の謎」 実業之日本社
- 「down TIME」 THE MANGA

### 1982年発表作品
- 「青春のモン」 コミックトム6月号

### 198４年発表作品
- 「十六夜」 SFマンガ大全集 PART25
- 「トラブルド・トラベル」 単行本書き下ろし
- 「ポポロクロイス物語」第一話～ 朝日小学生新聞10月～
- 「ファイアードッグ」 東京三世社 （短編集、初単行本）
- 「トラブルド・トラベル」 「ファイアードッグ」　単行本書き下ろし
- 「エリカ」 コミックアゲイン3号

### 1987年発表作品
- 「THEまんが塾」 講談社

### 1988年～1996年発表作品
- 「無茶の猫丸」 徳間書店 わんぱっくコミック全1巻。単行本未収録分は2021年に電子書籍化。
- 「むちゃのねこ丸ゲームブック」 ポプラ社
- 「たいけつ!キョンシー大まおう」 ポプラ社
- 「ドラゴン城のたいけつ」 ポプラ社
- 「ラーメン城のたたかい」 ポプラ社
- 「ようかい大けっせん」 ポプラ社
- 「きょうふのうちゅうかいぞく」 ポプラ社
- 「たこやき仮面をたおせ!」 ポプラ社
- 「びっくりおばけやしき」 ポプラ社
- 「にくまんロボットのひみつ」 ポプラ社
- 「あくま島のドドンガ大まおう」 ポプラ社
- 「くらやみ王国のモクモク大王」 ポプラ社
- 「ねこ丸対へんしんロボメカ丸」 ポプラ社
- 「ねこ丸となぞの地底王国」 ポプラ社
- 「タイムまじんをやっつけろ!」 ポプラ社
- 「かぜひきドラゴン王をすくえ!」 ポプラ社
- 「ばけネコ大王とまほうのゆうえんち」 ポプラ社
- 「ワニワニまおうのきょうふのたいけつ!」 ポプラ社
- 「くろねこ大まおうのおばけだぞ!」 ポプラ社
- 「どっきり!おばけテレビだぞ」 ポプラ社
- 「ねこめ小学校はおばけがいっぱい」 ポプラ社
- 「アンコロ大王のどらやきロボ大作戦」 ポプラ社
- 「たいけつ!ねこ丸対魔界王子きかい丸」 ポプラ社

### 1990年代発表作品
- 「舞姫御免」 講談社 コミックモーニング・パーティ増刊
- 「舞姫御免」 講談社 モーニングKC全1巻
- 「踊る宇宙船」 コミックモーニング・パーティ増刊
- 「魔女っ子マージ」(1)～(4)（挿絵のみ） あかね出版
- 「パンパラロックの大ぼうけん」(1)～(3) 日本出版社
- 「UFO仮面」 ヒーロー・マガジン
- 「ひまごはタイムトラベラー」（挿絵のみ） 文渓堂
- 「ポポロクロイス物語レベル1―王子さま、竜の山へいく 」 ポプラ社
- 「ポポロクロイス物語レベル2―なぞのゆうれい島」 ポプラ社
- 「それいけ!プータン」 毎日こどもしんぶん
- 「魔法犬ピットのゲームブック」(1) 講談社
- 「魔法犬ピットのゲームブック」(2) 講談社
- 「まんがことわざ100事典」 講談社
- 「オロナミン学園」 講談社

### 2000年発表作品
- 「ポポロクロイス物語1：知恵の王冠の冒険」(81年版の新装版) ポプラ社
- 「ポポロクロイス物語2：七匹の子竜の冒険」(82年版の新装版) ポプラ社
- 「ポポロクロイス物語3：竜の夢の冒険」 (86年版の新装版)

### 2007年発表作品
- 「STAR AGENT エリカにおまかせ」講談社（無料WEBコミック「Michao」にて配信）

### 2011年発表作品
- 「まほうねこダモン」 ポプラ社

### 2012年発表作品
- 「まほうねこダモン　大まほうつかいVS.大ようかい」 ポプラ社

### 2013年発表作品
- 「金の月のマヤ1　黒のエルマニオ」 偕成社 （絵：福島敦子）
- 「金の月のマヤ2　秘密の図書館」 偕成社 （絵：福島敦子）

### 2014年発表作品
- 「金の月のマヤ3　対決！暗闇の谷」 偕成社 （絵：福島敦子）

### 2015年発表作品
- 「ポポロクロニクル 白き竜 上」 偕成社 （絵：福島敦子）
- 「ポポロクロニクル 白き竜 下」 偕成社 （絵：福島敦子）
- 「ポポロクロニクル 星を抱く者 上」 偕成社 （絵：福島敦子）
- 「ポポロクロニクル 星を抱く者 下」 偕成社 （絵：福島敦子）

### その他
- 桃太郎電鉄シリーズ
  - 「桃太郎電鉄2017 たちあがれ日本!!」任天堂 - 新規名産怪獣
  - 「桃太郎電鉄 〜昭和 平成 令和も定番!〜」KONAMI - 全名産怪獣